# Mirina (Misia)
Mirina (en griego antiguo Μυρίνα) es una antigua ciudad griega de Misia, situada en la costa occidental de la actual Turquía, a 37 km al suroeste de Pérgamo.

## Geografía
Mirina era una ciudad de los eolios situada a orillas del Golfo Elaítico, a unos 40 estadios al suroeste de Grinio. Se cree que su emplazamiento fue ocupado por la moderna ciudad de Sandarlik en la desembocadura del Koca Çay.
Se desarrolló al norte del antiguo estuario del río llamado Píticos en la antigüedad (actual Güzelhisa). La ciudad ocupaba la llanura de Kalabassary (actual Karadut), encaramada en las pendientes de tres colinas. Las dos primeras están sitas al noroeste, la Kato-Tepe (actual Oteki-Tepe) y la Epano-Tepe (actual Berki-Tepe). La tercera se encuentra al sur y se llama monte Divlit.
Disfrutaba de una situación privilegiada, puesto que se encontraba a una treintena de kilómetros de Esmirna y de Pérgamo. Además, estaba muy cerca de las polis de Cime, Egas y Grinio.
Mirina estaba bien comunicada con sus vecinos más próximos y también estaba en contacto con el resto de Asia Menor mediante unos sistemas de comunicaciones que se sucedieron en la Antigüedad. Hubo, antes de la dominación romana, un camino interior que la unía a la vía que conducía de Éfeso a Focea. Roma estableció a partir de 129 a. C. una red viaria. Mirina se halló entonces en una vía que partía de Éfeso y terminaba en Císico, pasando por las ciudades de Esmirna y de Pérgamo.
Los límites territoriales de Mirina son difíciles de determinar. Se han hallado mojones que marcaban las fronteras de la ciudad y que datan del fin del periodo helenístico.
En fin, en lo que concierne a la ciudad propiamente dicha, quedan pocos restos. Los únicos elementos visibles son un trozo de muro bizantina (o de época romana tardía) en la colina de Epano-Tepe, un malecón y restos de muelles. También hay grandes losas de granito dispuestas en forma de abanico en la playa. Al oeste de Epano-Tepe se ha encontrado una cisterna probablemente del siglo III a. C. y restos de muros, cuyos cimientos se remontan a época romana o bizantina. G.E. Bean interpreta la depresión que forma la vertiente occidental de Epano-Tepe como el emplazamiento del teatro. Dominique Kassab no confirma esta hipótesis, pero sostiene igualmente que la ciudad había tenido un teatro.
Pottier y Reinach describieron una colina que se asemejaba a una acrópolis, con restos de antiguas fortificaciones, y una muralla de mampostería poligonal de calidad variable.
El vestigio más importante es la necrópolis situada en la laderas de Epano-Tepe y del monte Divlit.

## La polis
Μύρινα, ἡ figura como el topónimo en Heródoto y Jenofonte. El gentilicio según las inscripciones era Μυριναΐος/Mirianios. Como polis en el sentido urbano se refieren a ella Pseudo-Escílax, en el siglo IV a. C., y Heródoto, en el siglo V a. C., en un pasaje, con probable connotación territorial, y en el sentido político en otro pasaje el historiador de Halicarnaso. Jenofonte lo usa en ambos sentidos en Helénicas.

## Historia

Mapa con algunas de las principales antiguas ciudades griegas de Eólida, en la zona septentrional de Asia Menor. Mirina figura al norte de Cime.

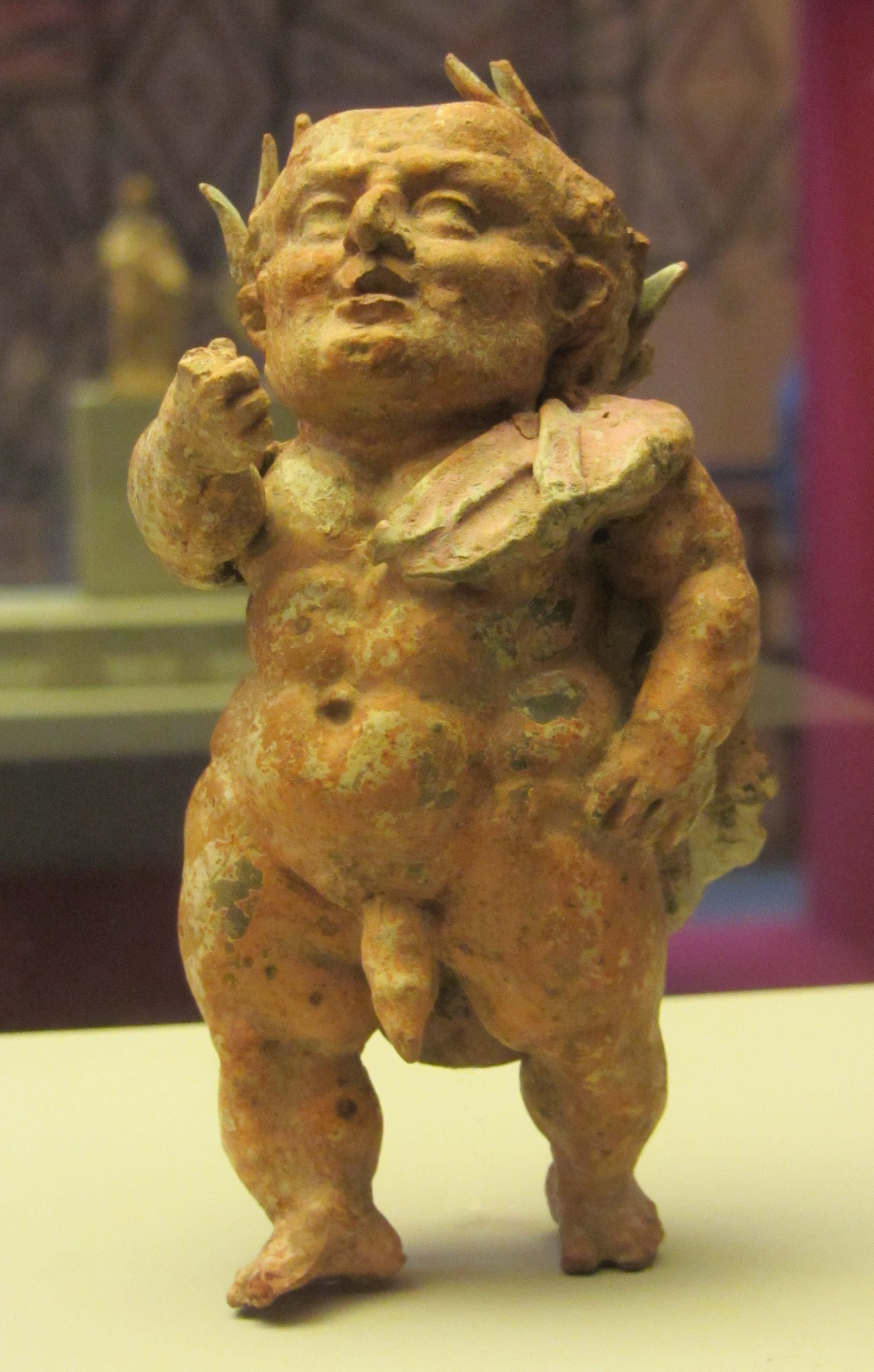
Enano, grotesco de terracota, Museo Arqueológico Nacional de Atenas.

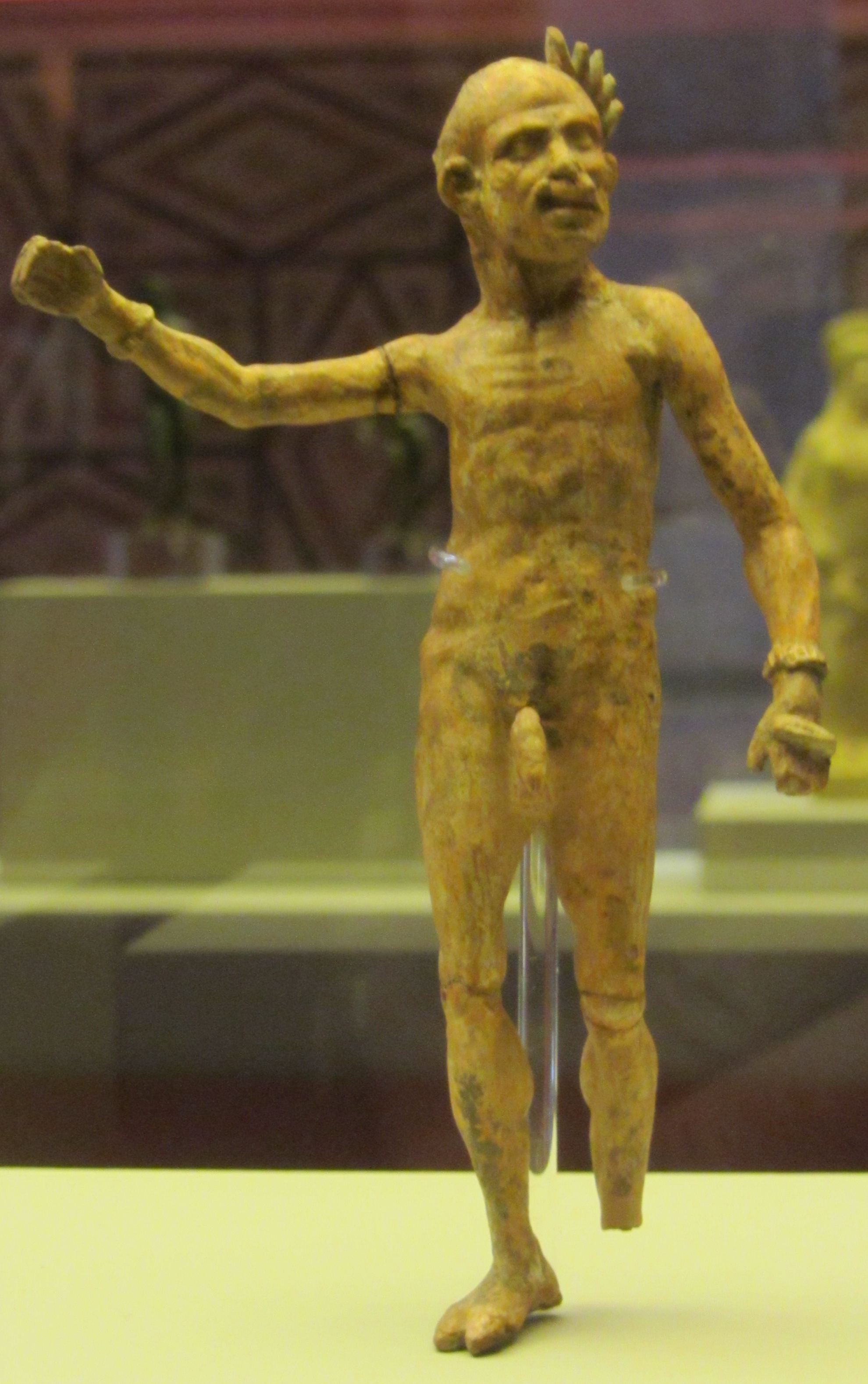
Anciano, grotesco de terracota, Museo Arqueológico Nacional de Atenas.

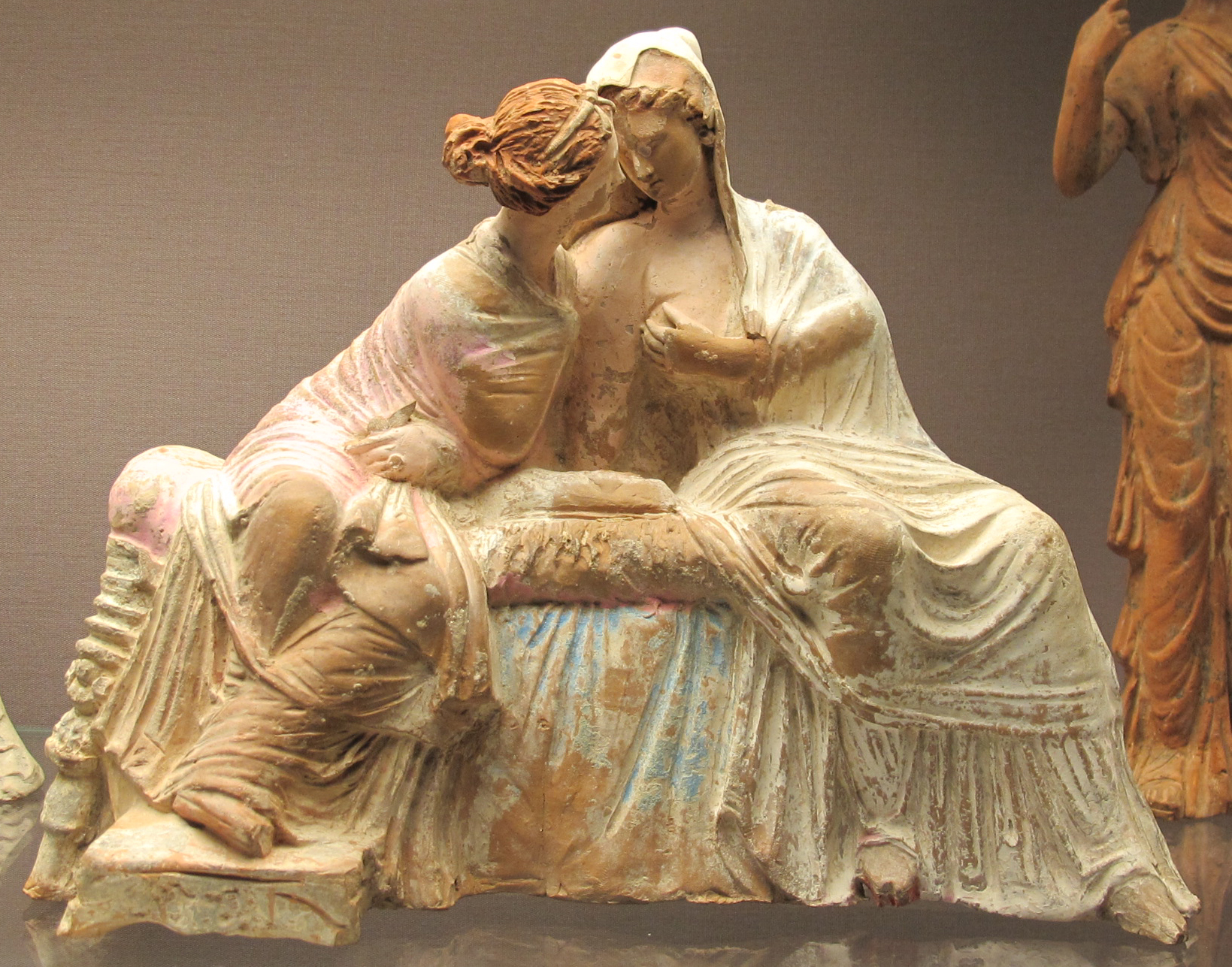
Coroplastia multicolor, hacia 100 a. C. Museo Británico.

La mitología griega atribuye su fundación a Mirino, antes de que fueran fundadas las otras ciudades eolias. Otra leyenda relata que Mirina, reina de las amazonas la fundó y le dio su nombre. Para Heródoto y Veleyo Patérculo los fundadores fueron eolios llegados de Beocia y de Tesalia, quienes habrían colonizado la costa occidental de Asia Menor y fundado doce ciudades entre las que se encontraba Mirina. Eusebio de Cesarea recoge una tradición que remonta dicha fundación al año 1046 a. C.
Según Plinio el Viejo era apodada Sebastópolis.
Estuvo bajo el dominio de Creso, rey de Lidia, después del de Ciro II, Gran Rey aqueménida.
Jenofonte relata que durante la guerra fratricida entre Ciro el Joven y Artajerjes II, este último entregó Mirina a Góngilo, un eretrio que había sido desterrado de su ciudad nativa por favorecer los intereses del Imperio aqueménida.
Perteneció a la Liga de Delos, a la que tributaba anualmente un talento  (Esmirna aportaba doce). Está atestiguado que en 425/424 a. C. pagaba este phoros (impuesto).
La ciudad acuñó monedas de plata en el siglo IV a. C., y de bronce en el IV y III a. C.
En 218 a. C., Atalo I conquistó Eólida y Mirina pasó a pertenecer al Reino de Pérgamo. Las relaciones que mantuvieron Pérgamo y Mirina fueron importantes; se puede citar por ejemplo el hecho de que Eumenes II eligiera a un mirineo para anunciar al mundo griego la primera celebración de las Nikeforias trienales de 181 a. C. Por otra parte, Pérgamo alcanzó una gran prosperidad después de la Paz de Apamea en 188 a. C., y por ende las ciudades que estaban bajo su dominio, como Mirina.
Fue ocupada por el rey macedonio Filipo V, pero los romanos le compelieron a evacuarla, y la declararon plaza libre.
Dos veces sufrió fuertes terremotos, la primera vez durante el reinado de Tiberio, a causa del cual recibió una condonación de sus deudas. El segundo seísmo se produjo durante el reinado de Trajano. Fue reconstruida después de las dos catástrofes, y continuó existiendo.
Sobre sus recursos económicos poco se sabe. Su tráfico marítimo y fluvial estaba poco desarrollado. La única actividad bien conocida era la producción de terracotas. La ciudad también se beneficiaría de las industrias de la lana de Egas y de la ostricultura. El santuario de Grinio debía ser también una fuente de ingresos no despreciable, sumado a los ingresos que reportaba el tránsito de peregrinos por la vía romana construida en el siglo II a. C. que atravesaba Mirina hacia este santuario, además de los provenientes del albergue situado entre Esmirna y Pérgamo. A partir de dicho siglo la acuñación de moneda y la actividad de coroplastia de lujo son signos de su enriquecimiento.

## Excavaciones arqueológicas

### Historia de las excavaciones
En 1870, fue descubierta accidentalmente una necrópolis de época helenística y romana, en una colina vecina a la localidad. Los primeros materiales fueron entregados a la Escuela Francesa de Atenas, lo que explica la presencia de un gran número de objetos en el Museo del Louvre. Cuatro campañas arqueológicas, llevada a cabo entre 1880 y 1882 respectivamente por Edmond Pottier, Salomon Reinach y Alphonse Veyrier, permitieron catalogar 5000 tumbas y excavar 350. Se trata, en general de tumbas individuales, en las que se han hallado urnas cinerarias. Las sepulturas han proporcionado una gran cantidad de objetos: monedas, espejos y sobre todo figurillas de terracota que rivalizan con la de Tanagra.
La mayor parte de los descubrimientos ha sido repartida entre el Museo del Louvre, el Museo arqueológico de Estambul y la Escuela Francesa de Atenas .
Las excavaciones emprendidas por Ekrem Akurgal, del Departamento de Antigüedades turcas, han permitido completar las colecciones de terracotas.

### Necrópolis
Solo ha sido explorada en parte. La zona se extiende por las vertientes de la colina Epano-Tepe y del monte Divlit, y por la llanura que las separa. Data de los periodos helenístico y romano, es decir entre los siglos III y I a. C.
Es probable que exista o haya existido una necrópolis anterior, puesto que se han encontrado objetos de periodos precedentes. Tres fosas estaban llenas de sarcófagos rotos, amontonados, que parecen provenir de sepulturas más antiguas. Tres lecitos de figuras negras han sido hallados. Fragmentos de estelas con un estilo de escritura del siglo IV a. C., tienden a probar que la necrópolis tiene un pasado aún más antiguo.
Salomon Reinach y Pottier Edmond estiman que han identificado unas 5000 tumbas. No hay una orientación predominante. Las sepulturas están dispuestas en grupos de veinte a sesenta, y ninguna está aislada.
Las tumbas están talladas en el suelo, que es de toba. En su mayoría son de forma cuadrada o redonda, también hay cámaras funerarias. Hay otras formas más raras de entierro: el hoyo puede estar pavimentado con piedras talladas, los muertos tienen o sarcófagos de piedra o de terracota.
Algunas tumbas estaban cubiertas de placas. Además, se han encontrado 63 estelas que llevan el nombre del difunto.
Hay dos formas de enterramiento en Mirina, la inhumación, que es el más común, y la cremación, que podría tener lugar en el propio hoyo, como en la tumba B. Salomon Reinach y Edmond Pottier emiten la hipótesis de que a veces el cuerpo no era completamente cremado, ya que la cabeza u otros miembros habrían sido apartados.
De las 5000 tumbas abiertas, únicamente 300 contenían objetos. En la mayoría, son ofrendas muy modestas: pequeños vasos de arcilla, espejos, estrígiles, monedas de bronce, frascos de vidrio, etc. La identidad de algunos difuntos está indicada en placas de bronce. Hay objetos de mayor valor como figurillas de terracota o de bronce y algunas joyas.
La mayoría de las estatuillas están. Esos destrozos datan de la Antigüedad y fueron hechos intencionadamente.
La cantidad de terracotas encontradas en Mirina es muy importante: en las colecciones del Louvre se eleva a unas 1700 figurillas.

## Habitantes notables
- Agatías, poeta e historiador bizantino.